# 小野庄造
小野 庄造（おの しょうぞう、1877年（明治10年）2月12日 - 1938年（昭和13年）9月6日）は、日本の陸軍軍人。階級は陸軍少将。第5代岡崎市長。

## 経歴
愛知県額田郡伊賀村（現・岡崎市伊賀町）に生まれる。1899年（明治32年）に陸軍士官学校を卒業した後は、歩兵第33連隊に属し、1902年（明治35年）には陸軍大学校に入学した。陸軍大学校在学中に日露戦争が勃発し、第3師団に属して出征し、負傷した。1907年（明治40年）、陸軍大学校に復学し、翌年に卒業した。卒業後は参謀本部に勤務するかたわら、山縣有朋元帥の副官を務めた。1910年（明治43年）、少佐に昇進するとともに、イギリス・フランス・ドイツに留学し、飛行機・自動車の調査にあたった。帰国後は陸軍歩兵学校の教官となり、中佐に進んだ。日独戦争では青島守備軍高級副官を務めた。1919年（大正8年）、大佐に昇進し、堺連隊区司令官、歩兵第47連隊長を歴任した。
1923年（大正12年）8月、少将に任官されると同時に予備役に編入された。退役後は郷里に戻り、1928年（昭和3年）10月5日、岡崎市会議員に就任した。

### 岡崎市長に就任
1930年（昭和5年）12月5日、岡崎市長・本多敏樹が任期満了により退任。当時、本多の4選も可なりという態度をとっていた岡崎市会多数派の政友会に対し、民政党の一派である岡崎民政青年団系の議員は、岡崎町時代からの助役の小瀧喜七郎を推そうとしていた。民政党の別の一派である岡崎民政倶楽部系の議員は、同僚の小野の擁立をはかっていた。結果として12月12日、小野が岡崎市長に就任した。
1931年（昭和6年）11月、市長選任に関連して、民政党の市議が政友会系の市議10数人を羽根町の料亭花屋に招いて饗応していたことが発覚（花屋事件）。饗応を受けた議長の竹内京治のほか、3名の市議が起訴処分を受け収監された。裁判の結果、竹内、酒井慶蔵市議、岡本又次市議が有罪となった（竹内のみ執行猶予）。小野は直接関わったわけではなかったが、責任をとって同年12月8日に市長を辞任した。
1938年（昭和13年）9月6日、死去。61歳没。

## 栄典
- 1902年（明治35年）2月20日 - 従七位[9]

## 著書
- 『空中飛行器之現在及将来』（編著、川流堂, 1910年）
- 『世界大戦ノ実験ニ基ク機関銃之技術及其戦術』（兵事雑誌社, 1916年）